# Château de Bossey

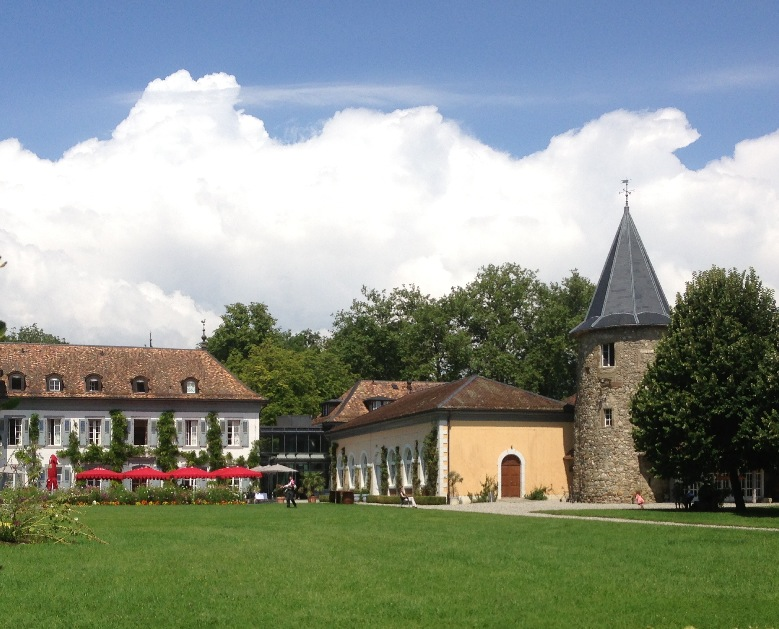
Château de Bossey

Das Château de Bossey ist ein Schloss in Bogis-Bossey im Distrikt Nyon des Kantons Waadt in der Schweiz.
Das Schloss wurde 1722 unter der Genfer Patrizierfamilie Turrettini errichtet. Es wechselte häufig den Besitzer und gehört seit 1946 dem Ökumenischen Rat der Kirchen, der darin das Ökumenische Institut Bossey einrichtete. 1962 wurde im Park ein Neubau mit Konferenz- und Unterrichtsräumen errichtet, in dem auch die Bibliothek des Ökumenischen Rats der Kirchen. Seit 2002 können auch externe Besuchergruppen das Château als Konferenz- und Tagungszentrum nutzen.